# Abbo z Fleury
Abbo z Fleury (945 nebo 950, poblíž Orléans, Francie – 1004, La Réole) byl francouzský teolog, pedagog a diplomat.
Od roku 988 opat kláštera Fleury, pěstoval styky s anglickými kláštery. Hájil práva klášterů proti episkopátu (tzv. exempci) zejména ve sporu s biskupem Arnulfem z Orléansu. Jeho literární činnost pojednává o gramatice a matematice.